# Jorge Donn

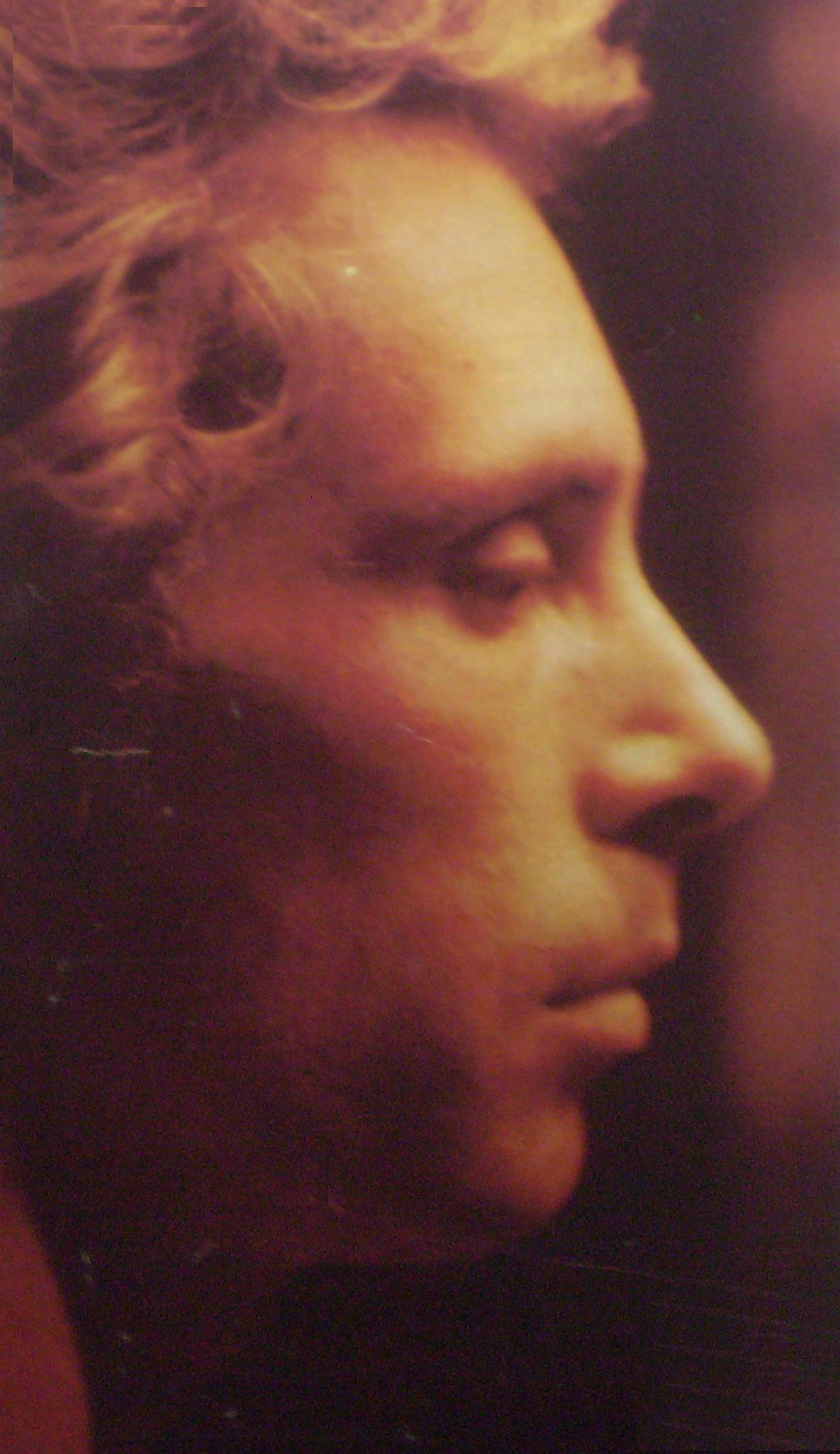
Jorge Donn

Jorge Donn (El Palomar, 25 februari 1947 - Lausanne, 30 november 1992) was een Argentijns danser.
Hij vervoegt in 1963 het Ballet van de XXste Eeuw onder choreografie van Maurice Béjart en creëert de hoofdrollen in de balletvoorstellingen la Neuvième symphonie (1964), Roméo et Juliette (1966), la Messe pour le temps présent (1967), Nijinsky, clown de Dieu (1971), Notre Faust (1975) en Bolero (1979).
Hij was hiermee ook de eerste man die de Bolero danste.
Na het vertrek van Béjart naar Lausanne wordt hij artistiek directeur van het Ballet van de XXste Eeuw. Dat, en zijn eigen dansgroep Europe Ballet zijn geen succes, en hij reist Béjart achterna om als danser te werken voor het Béjart Ballet Lausanne.
Hij vertolkt ook de rollen van de dansers Boris Itovitch en Sergei Itovitch (gebaseerd op de danser Roedolf Noerejev) in de film Les Uns et les Autres uit 1981 geregisseerd door Claude Lelouch. In de film brengt hij de Bolero van Ravel ten uitvoer.
Donn stierf aan aids in 1992.